# Gibraltar al Festival de la Cançó d'Eurovisió
Gibraltar (GBC) ha intentat fer-se membre de l'EBU i després participar de manera independent al Festival de la Cançó d'Eurovisió. No obstant això, el GBC no va poder obtenir la pertinença a l'EBU perquè el Territori Britànic d'Ultramar no era independent del Regne Unit. Gibraltar ha retransmès el Festival de la Cançó d'Eurovisió 2008 i la ronda final de l'edició de 2006.